# London Irish
Maillots
Dernière mise à jour : 22 novembre 2023.
Le London Irish Rugby Football Club est un club anglais de rugby à XV, basé à Londres et fondé en 1898.
En difficultés financières, le club est placé sous administration judiciaire le 7 juin 2023 ; aucune activité sportive n'a lieu depuis.

## Histoire

### Les origines

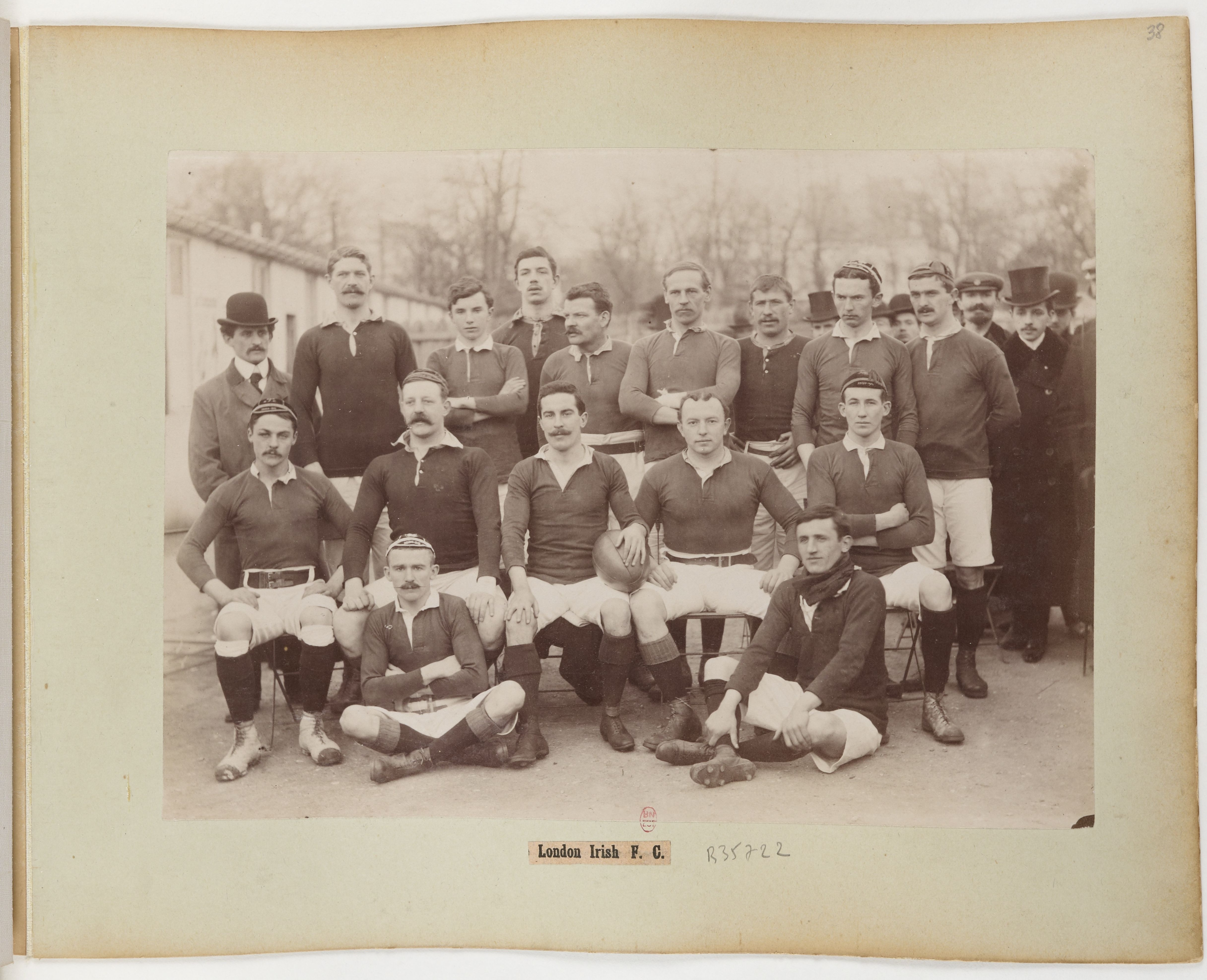
Le London Irish à Paris (vers 1899).

Le club des London Irish, dont les joueurs sont également The Exiles (les exilés), est fondé en 1898 par de jeunes Irlandais de Londres sur le modèle déjà existant des clubs des London Welsh et London Scottish. 
Les London Irish ont souffert pendant la Première Guerre mondiale et la guerre civile irlandaise. Ce n’est qu’à partir de 1923 avec la création de l’État libre d'Irlande et le retour à la paix que le club put de nouveau accueillir régulièrement des joueurs venus d’Irlande.
Le premier international irlandais du club, entre 1925 et 1929, fut S. J. « Caggs » Cagney avec 13 capes. À partir de 1931, le club s’installe à The Avenue à Sunbury-on-Thames, qui devient par la suite le siège du club.
Digger, un Irish wolfhound (ou lévrier irlandais), est la mascotte officielle des London Irish. Il joue un rôle extrêmement important dans l'émulation des supporters du club.

### Son développement
Le club connut des fortunes diverses durant les années 1950 avec de belles victoires mais aussi beaucoup de défaites, malgré la présence de talentueux joueurs comme Mike Gibson, Tony O'Reilly et Ollie Waldron. C’est une période où le club commença à jouer des rencontres de qualité, comme face à Coventry.
Cette hausse du niveau des rencontres continua dans les années 1960, et obligea le club à changer de méthode d’entraînement ainsi que sa façon de jouer.
Les années 1970 furent fastes pour le club, qui sous la conduite de son emblématique talonneur Ken Kennedy et l'aide de joueurs exceptionnels tels Mick Molloy et Barry Bresnihan, devint une place forte de rugby britannique. Lors de la saison 1976-77, les London Irish terminent à la première place du classement pour le District de Londres avec six victoires sur sept matchs.
Les années 1980 seront quant à elles toutes aussi irrégulières que les années 1950, avec notamment une finale de Coupe d’Angleterre perdue.

### Depuis les années 1990
C’est lors de la saison 1990-91 que le club obtient son ticket pour monter dans l’élite de rugby anglais, à savoir le tout récent Championnat d’Angleterre de première division. L’équipe continua dès lors à accueillir des internationaux irlandais dont Simon Geoghegan, Jim Staples, David Curtis et Rob Saunders (le plus jeune capitaine de l’histoire de l’Équipe d’Irlande à 22 ans).
Les lourdes exigences financières et sportives du rugby de haut niveau eurent des conséquences importantes sur le club. Sur le plan financier, le club des Exilés connut plusieurs exercices déficitaires comblés par de généreux bienfaiteurs irlandais. De même sur le plan sportif, le club descendit en seconde division au terme de la saison 1993-94 pour ne remonter que deux ans plus tard.
Le début du millénaire s’avère plus prospère. Les actifs du club sont fusionnés avec ceux de Richmond, club en faillite. Le club se classe  alors à la quatrième place du championnat, le meilleur classement de l’histoire du club, lors de la saison 2001-02 et obtient surtout une victoire en Coupe d’Angleterre cette même année. L'équipe fait aussi ses débuts en Coupe d'Europe. Elle perd en finale  contre Gloucester RFC lors du Challenge européen 2005-2006 et atteint les demi-finales de la H Cup 2007-2008 où elle perd contre le Stade toulousain.
La situation financière du club reste malgré tout précaire, reposant uniquement sur la fortune de son président-mécène Mick Crossan. Celui-ci déclare même en 2022 être prêt à céder le club pour un pound symbolique. En fin de saison, la dette du club est estimée à 35 millions d'euros. Mick Crossan ne souhaite plus financer le club et aucun repreneur sérieux ne se manifeste.
À partir d'avril 2023, le club n'arrive plus à payer ses employés, y compris les joueurs. La fédération anglaise impose un ultimatum au club pour rétablir ses finances ou trouver un repreneur avant le 6 juin 2023. Le club termine la saison à la cinquième place du championnat. Le 7 juin, le club se voit refuser la participation à la Premiership 2023-2024. Les London Irish sont déclarés insolvables et placés sous administration judiciaire. C'est le troisième club professionnel anglais en faillite la même saison, après les Worcester Warriors et les Wasps.

## Identité visuelle

### Logo

Évolution du logo
Ancien logo.
Logo depuis 2019.

## Palmarès

### Détail du palmarès
Le tableau suivant récapitule les performances de London Irish dans les diverses compétitions anglaises et européennes.
| Compétitions nationales | Compétitions européennes                                                             |
| --- | ------------------------------------------------------------------------------------ |
| Championnat d'Angleterre - Vice-champion (1) : 2009 Championnat d'Angleterre de 2e division - Vainqueur (2) : 2017, 2019 Coupe d'Angleterre - Vainqueur (1) : 2002 - Finaliste (2) : 1980, 2022 | Coupe d'Europe - Demi-finaliste (1) : 2008 Challenge européen - Finaliste (1) : 2006 |

### Finales disputées
On accède, lorsqu'il existe, à l'article qui traite d'une édition particulière en cliquant sur le score de la rencontre.
| Date de la finale | Vainqueur        | Score  | Finaliste    | Lieu de la finale   | Spectateurs |
| 17 mai 2009       | Leicester Tigers | 10 - 9 | London Irish | Twickenham, Londres | 81 601      |

| Date de la finale | Vainqueur        | Score  | Finaliste          | Lieu de la finale   | Spectateurs |
| 1980              | Leicester Tigers | 21 - 9 | London Irish       | Twickenham, Londres |             |
| 20 avril 2002     | London Irish     | 38 - 7 | Northampton Saints | Twickenham, Londres | 75 000      |

| Date de la finale | Vainqueur      | Score   | Finaliste    | Lieu de la finale         | Spectateurs |
| 21 mai 2006       | Gloucester RFC | 36 - 34 | London Irish | Twickenham Stoop, Londres | 12 053      |

## Personnalités du club

### Joueurs célèbres
- Delon Armitage
- Steffon Armitage
- Mike Catt
- Riki Flutey
- Jonathan Joseph
- Paul Sackey
- Topsy Ojo
- Anthony Watson
- Marland Yarde
- Ken Kennedy
- Mike Gibson
- Tomás O'Leary
- Juan Manuel Leguizamón
- Olivier Magne
- Peter Hewat
- James O'Connor
- Michael Horak
- Jebb Sinclair
- Paulica Ion

### Entraîneurs
- 2001-2005 : Conor O'Shea
- 2006-2007 : Brian Smith
- 2007-2009 : Kieran McCarthy
- 2009-2012 : Toby Booth
- 2012-2015 : Brian Smith
- 2015-2016 : Tom Coventry
- 2016-2018 : Nick Kennedy
- Depuis 2018 : Declan Kidney